# 関東農政局
関東農政局（かんとうのうせいきょく）は、さいたま市中央区にある農林水産省の地方支分部局。関東地方全域及び中部地方の一部（甲信地方と静岡県）の計10都県を管轄する。

## 組織
- 関東農政局本局（さいたま市中央区新都心 さいたま新都心合同庁舎）[2]
  - 企画調整室
  - 総務部
    - 総務課
    - 会計課

  - 消費・安全部
    - 消費生活課
    - 米穀流通・食品表示監視課
    - 農産安全管理課
    - 畜水産安全管理課

  - 生産部
    - 生産振興課
    - 業務管理課
    - 園芸特産課
    - 畜産課
    - 生産技術環境課

  - 経営・事業支援部
    - 担い手育成課
    - 輸出促進課
    - 地域食品・連携課
    - 食品企業課
    - 農地政策推進課
    - 経営支援課

  - 農村振興部
    - 設計課
    - 農村計画課
    - 都市農村交流課
    - 土地改良管理課
    - 農村環境課
    - 事業計画課
    - 用地課
    - 水利整備課
    - 農地整備課
    - 地域整備課
    - 防災課

  - 統計部
    - 調整課
    - 統計企画課
    - 経営・構造統計課
    - 生産流通消費統計課

## 都県域拠点
地方農政事務所、地域センターだったものが、地方参事官を配置する県域拠点に改組された。
- 茨城県拠点（水戸市）
- 栃木県拠点（宇都宮市）
- 群馬県拠点（前橋市）
- 埼玉県拠点（さいたま市中央区：さいたま新都心合同庁舎2号館）
- 千葉県拠点（千葉市中央区）
- 東京都拠点（江東区：東雲合同庁舎）
- 神奈川県拠点（横浜市中区：横浜第2合同庁舎）
- 山梨県拠点（甲府市：甲府合同庁舎）
- 長野県拠点（長野市：長野第1合同庁舎）
- 静岡県拠点（静岡市葵区）

## 管内事務（業）所
- 利根川水系土地改良調査管理事務所（千葉県柏市）
  - 鬼怒川支所（栃木県宇都宮市）
  - 利根川中流支所（埼玉県深谷市）
  - 大利根用水支所（千葉県旭市）
  - 赤城西麓支所（群馬県渋川市）
- 西関東土地改良調査管理事務所（静岡県菊川市）
  - 竜西支所（長野県飯田市：飯田高羽合同庁舎）
- 土地改良技術事務所（埼玉県川口市）
- 那珂川沿岸農業水利事業所（茨城県水戸市）
- 印旛沼二期農業水利事業（千葉県佐倉市）
- 荒川中部農業水利事業所（埼玉県深谷市：深谷市役所岡部総合支所）
- 三方原用水二期農業水利事業所（静岡県浜松市）
- 栃木南部農業水利事業所（栃木県小山市）
- 茨城中部農地整備事業所（茨城県東茨城郡茨城町）
- 手賀沼農地防災事業所（千葉県柏市）